# General Cable

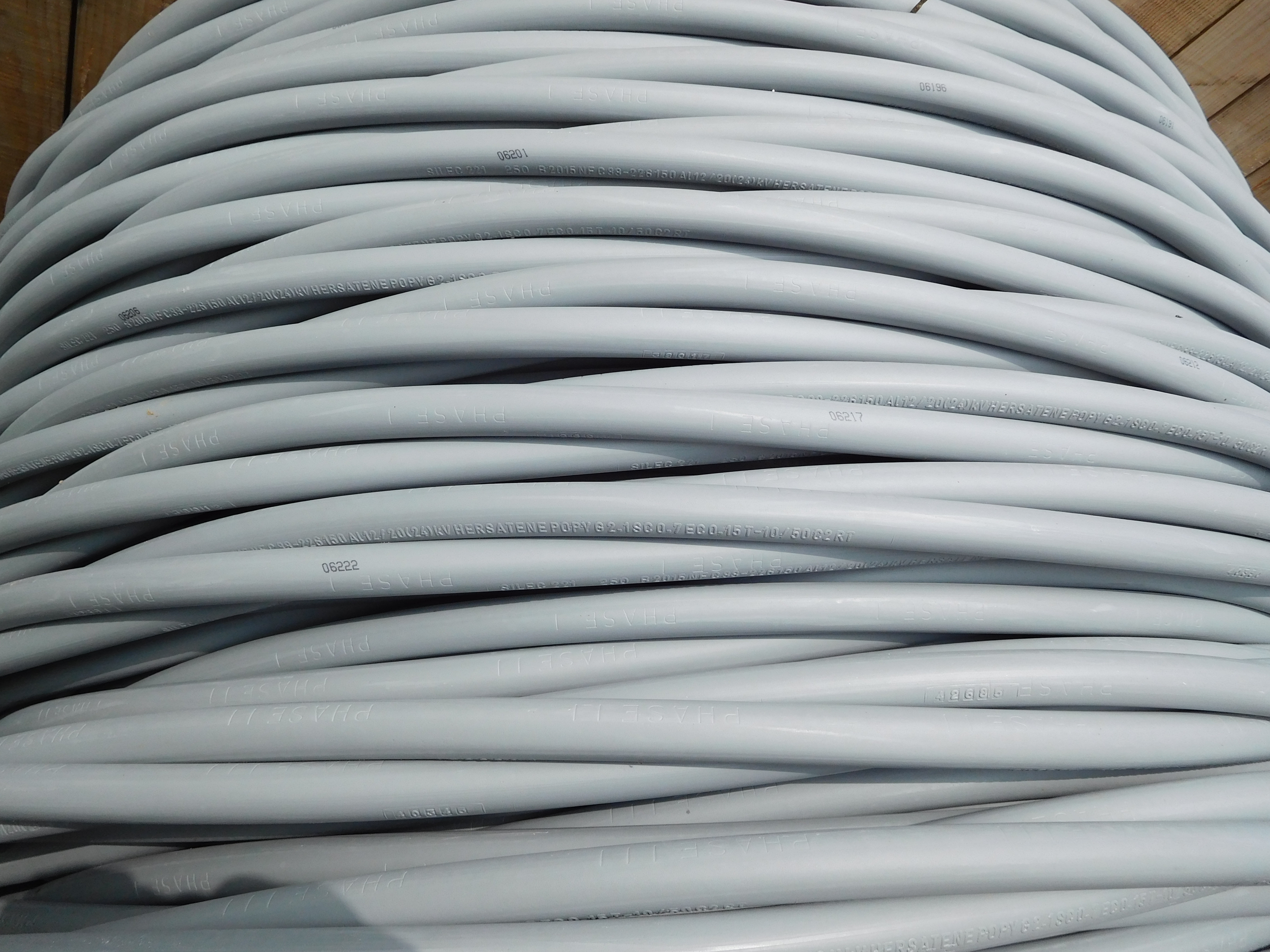
Câbles General Cable pour courant triphasé et transport à 20 kV (HTA).

General Cable est une entreprise de production de fils et de câbles basée dans le Kentucky aux États-Unis. Il produit des câbles électriques, des câbles en aluminium, des câbles de fibres optiques.
La société était cotée NYSE avec le code BGC.

## Histoire
En décembre 2017, Prysmian annonce l'acquisition de General Cable pour 3 milliards de dollars.